# 425e Escadron d'appui tactique
Le 425e Escadron d'appui tactique de l'Aviation royale canadienne est une unité de la 3e Escadre Bagotville. L'escadron traditionnellement francophone participe aux activités de contingence et de l'OTAN à l'échelle mondiale.

## Historique
Surnommé Alouette, l'escadron fut formé le 22 juin 1942 à Yorkshire en Angleterre. Constituant alors le premier escadron canadien-français, il participe à 287 bombardements et remporte plus de 190 décorations pendant la Seconde Guerre mondiale et est dissout à la suite du conflit.
En 1954, l'escadron est reconstituée à Saint-Hubert. En 1962, l'escadron s'installe à la base militaire de Bagotville ; il a depuis lors le rôle de chasseur intercepteur tout temps au sein de NORAD.